# Anastazije (patrijarh)
Anastazije (grčki Αναστάσιος) (? – 754.) bio je patrijarh Konstantinopola. Naslijedio je Germana I. te je bio uključen u ikonoklazam, borbu protiv kulta ikona. Njegovo mišljenje o ikonama se dvaput promijenilo jer je isprva bio protiv kulta, potom je bio za uporabu ikona u crkvama, ali se ponovno vratio mišljenju da izrada ikona nije u skladu s kršćanstvom.
Godine 726., bizantski car Leon III. Izaurijski zabranio je uporabu ikona u crkvama te su njegovi vojnici uklonili ikone iz crkvi diljem Bizantskog Carstva. Patrijarh German je ustao protiv careve naredbe te je 729. poslao pismo papi Grguru II., moleći ga da zaustavi bizantski ikonoklazam. Leon je zatim maknuo Germana s mjesta patrijarha, dok je Grgur II. naredio caru da povuče naredbu, što Leon nije htio učiniti.
Kad je car Leon postavio Anastazija na mjesto patrijarha 730., glavni razlog tomu je bila Anastazijeva potpora ikonoklazmu. Papa Grgur II. je umro 731., ali je idući papa, Grgur III., nastavio politiku svog prethodnika. Nakon Leonove smrti, novim je carem postao njegov sin, Konstantin V. Kopronim, koji je ubrzo otišao iz Carigrada kako bi branio istočne granice Carstva. Njegov šogor Artabazd je iskoristio priliku i proglasio se carem, ukinuvši odredbu cara Leona o zabrani uporabe ikona u crkvama. Anastazije je iznenada promijenio mišljenje o kultu ikona te je počeo tvrditi da je kult ikona dozvoljen u kršćanstvu. On nije tu stao, već je Konstantina proglasio heretikom i izopćio ga iz Crkve, ali nakon što se Konstantin vratio u Carigrad, dao je pogubiti šogora i oslijepiti Anastazija, koji je umro 754. Naslijedio ga je patrijarh Konstantin II.